# Granatnik Pallad M
Pallad M – prototyp polskiego granatnika automatycznego.

## Historia
W latach 60. w Zakładach Techniki Specjalnej Instytutu Mechaniki Precyzyjnej opracowano kilka wzorów granatników podwieszanych. Jeden z nich został przyjęty do uzbrojenia jako granatnik wz. 74. Jeszcze w trakcie prac nad granatnikiem podwieszanym postanowiono opracować także granatnik automatyczny. W 1968 roku gotowy był projekt zasilanego taśmowo granatnika automatycznego „Tytan”, jednak prace nad nim przerwano uznając, że nie ma potrzeby opracowywać polskiej konstrukcji, a w razie potrzeby do uzbrojenia zostanie przyjęty sowiecki granatnik automatyczny AGS-17.
W następnych latach Wojsko Polskie nadal nie było uzbrojone w granatniki automatyczne i coraz bardziej odczuwało potrzebę wprowadzenia do uzbrojenia broni o sile ognia większej niż granatnik wz. 74. Pod koniec lat 70. postanowiono wznowić prace nad granatnikami automatycznymi. Jednocześnie postanowiono, że nowa broń będzie konstrukcją pośrednią pomiędzy lekkimi granatnikami jednostrzałowymi a ciężkimi granatnikami automatycznymi zasilanymi taśmowo.
Efektem prac prowadzonych w latach 1980–1986 w Zakładach Techniki Specjalnej (pracami kierował Wojciech Dąbrowski) było powstanie prototypu lekkiego granatnika automatycznego zasilanego z magazynków. Pomimo ukończenia prototypu w 1986 roku, w następnych latach konstrukcja nie została wprowadzona do uzbrojenia. Pierwsza publiczna prezentacja prototypu miała miejsce na sopockich targach Military Arms w 1993 roku (broń wystawiono na stanowisku firmy Ostrowski Arms).
W następnych latach granatnik Pallad M pojawiał się nadal na różnych targach broni. Wznowiono także prace nad dalszym rozwojem konstrukcji (prace nad wersją zasilaną zachodnią amunicją 40 × 46 mm SR). W 2004 pojawiły się projekty przyjęcia granatnika jako uzbrojenia pododdziałów lekkiej piechoty (spadochroniarzy i komandosów), ale ostatecznie Pallad M nie trafił do produkcji seryjnej i pozostał prototypem.

## Opis
Granatnik Pallad M jest samoczynno-samopowtarzalną bronią zespołową. Zasada działania oparta na odrzucie zamka półswobodnego. Mechanizm spustowy z przełącznikiem rodzaju ognia umożliwia strzelanie ogniem pojedynczym i seriami. Broń zasilana z magazynków siedmionabojowych. Broń wyposażona w dwójnóg.